# 小桥墓群
小桥墓群，位于山东省青岛市即墨区田横镇小桥村，是中华人民共和国山东省文物保护单位之一。
1992年6月12日，授予山东省文物保护单位，是一座古墓葬。